# Saint-Symphorien (Lozère)
Saint-Symphorien ist eine Ortschaft und eine Commune déléguée in der südfranzösischen Gemeinde Bel-Air-Val-d’Ance mit 245 Einwohnern (Stand: 1. Januar 2022) im Département Lozère in der Region Okzitanien. Die Einwohner werden Saint-Symphorians genannt.
Die Gemeinde Saint-Symphorien wurde am 1. Januar 2019 mit Chambon-le-Château zur Commune nouvelle Bel-Air-Val-d’Ance zusammengeschlossen. Sie gehörte zum Arrondissement Mende und zum Kanton Grandrieu.

## Geographie
Saint-Symphorien liegt am Fluss Ance und im Gebirgsmassiv des Mont Lozère. Umgeben wird Saint-Symphorien von den Nachbargemeinden Thoras im Norden und Westen, Chambon-le-Château im Nordosten, Saint-Christophe-d’Allier im Osten, Saint Bonnet-Laval im Südosten, Grandrieu im Süden sowie Saint-Paul-le-Froid im Südwesten.

## Bevölkerungsentwicklung
| Jahr                      | 1962 | 1968 | 1975 | 1982 | 1990 | 1999 | 2006 | 2013 |
| ------------------------- | ---- | ---- | ---- | ---- | ---- | ---- | ---- | ---- |
| Einwohner                 | 640  | 541  | 427  | 377  | 307  | 257  | 264  | 239  |
| Quelle: Cassini und INSEE |      |      |      |      |      |      |      |      |

## Sehenswürdigkeiten
- Kirche Saint-Symphorien von 1068
- Kreuzerhöhungs-Kirche